# نولان فونتانا
نولان فونتانا (بالإنجليزية: Nolan Fontana)‏ هو لاعب كرة قاعدة أمريكي، ولد في 6 يونيو 1991 في ريتشاردسون في الولايات المتحدة.

## وصلات خارجية
- نولان فونتانا على موقع دوري كرة القاعدة الرئيسي (الإنجليزية)
- نولان فونتانا على موقعبيزبول رفرنس.كوم (الدوري الرئيسي) (الإنجليزية)
- نولان فونتانا على موقعبيزبول رفرنس.كوم (الدوري الثانوي) (الإنجليزية)
- نولان فونتانا على موقع إي إس بي إن.كوم (أم.أل.بي) (الإنجليزية)
- نولان فونتانا على موقع مشجعي الرسوم البيانية (الإنجليزية)